# Долга Поляна
Долга Поляна (словен. Dolga Poljana) — поселення в долині річки Віпава в общині Айдовщина. Висота над рівнем моря: 155,8 метрів.

## Кам'яний арковий міст
Кам'яний арковий міст через ріку Випава пов'язує Долгу Поляну з селом Доленє. Триарковий міст був побудований у 19 столітті. Він вимощений з гравію і підтримується Контрфорсом які підсилені півзапрудами на верхній стороні течії. По обидва боки мосту є низька кам'яна стіна, біля якої колись стояла святиня з напівкруглою нішею.